# Per Hagmansson
Per Hagmansson, född 1744 i Adolf Fredriks församling, död 1809 i Sundsvall, var svensk arkitekt och byggmästare. 

## Biografi
Per Hagmansson, eller Petter som han också kallades,  lärde hos fadern Daniel Hagman, bodde i Sundsvall och var verksam i Norrland. Hagmansson fullföljde faderns verk och byggde bland annat Hammerdals gustavianska kyrka i Jämtland och ritade gymnasiet och nuvarande rådhuset i Härnösand. Ritade Högsjö nya kyrka., Häggdångers kyrka, Borgsjö kyrka och Lits kyrka.
Sonen Per Daniel Hagmansson var målarmäster i Härnösand.